# Landing Craft Air Cushion

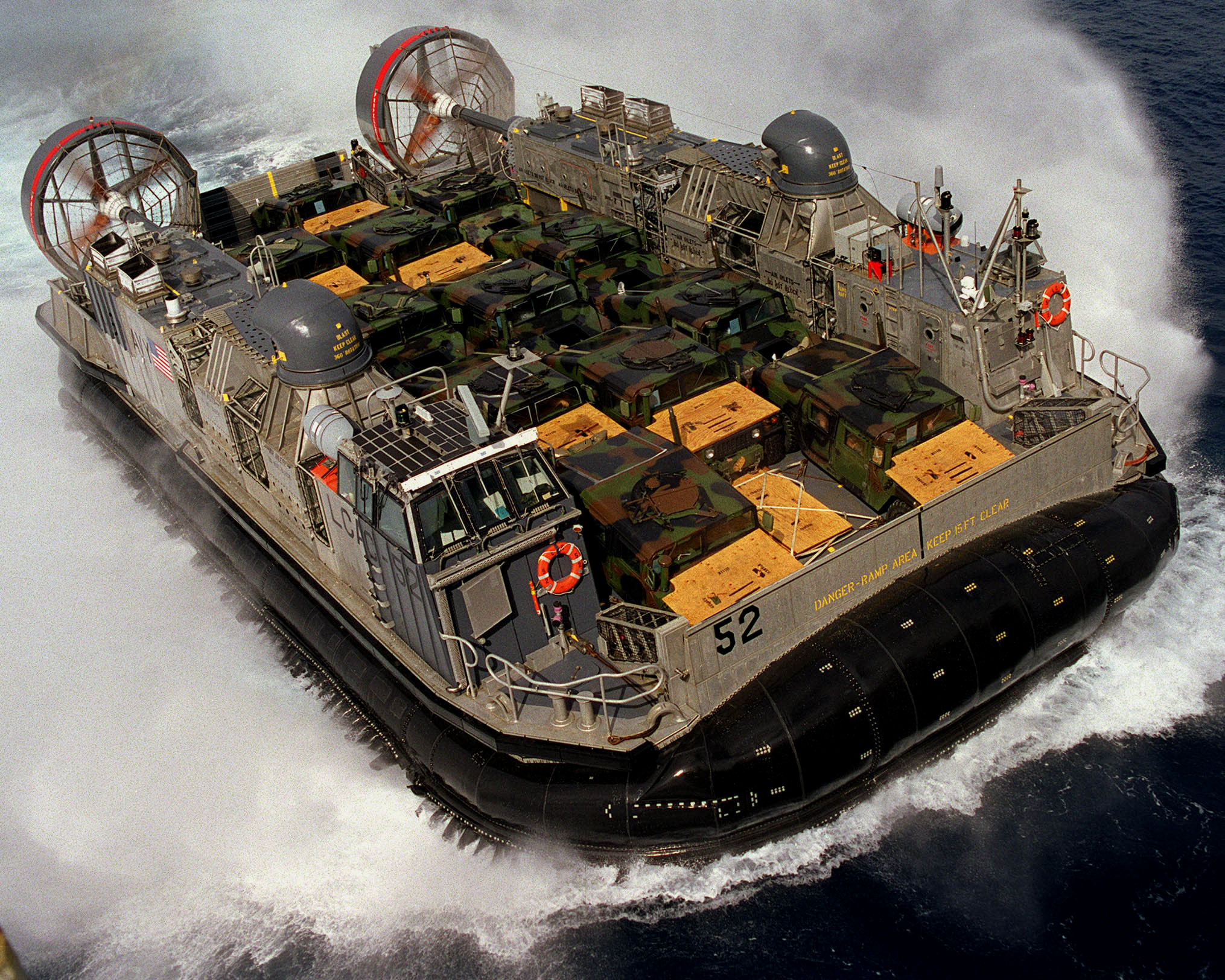
Poduszkowiec LCAC wiozący ładunek HMMWV

LCAC (ang. Landing Craft, Air Cushion) – amerykańskie poduszkowce transportowe, wykorzystywane w US Navy do szybkiego wysadzania na brzeg desantu oraz przenoszenia ładunków.
Są to w pełni amfibijne, szybkie (ponad 40 węzłów) pojazdy desantowe zdolne do przenoszenia ładunków rzędu 60-75 ton. Wysoka ładowność umożliwia przewóz nawet bardzo ciężkich i trudnych w transporcie ładunków, jak np. czołg M1 Abrams przy jednoczesnym zachowaniu wysokiej prędkości. Droga hamowania poduszkowca wynosi ok. 450 m, natomiast promień skrętu ponad 1800 m.
Zbiorniki paliwa mieszczą 19000 l oleju napędowego.